# El-Agheila
El-Agheila (in arabo العقيلة‎?, al-ʿUqayla) è una città costiera libica della Cirenaica sud-occidentale che si trova nella parte meridionale del golfo della Sirte. Dal 2007 fa parte del distretto di al-Wahat. Precedentemente è stata capoluogo della baladiyya (municipalità) omonima (1983-1987) e parte del distretto di Agedabia (1987-2007).

## Storia
El-Agheila sorge sul sito dell'antica città romana di Anabucis e del suo precursore greco Automala.
Durante l'occupazione italiana si trovava a sud della città un campo di prigionia per beduini. Il campo arrivò a ospitare 10.000 prigionieri, e le vittime furono alcune migliaia.

### Seconda guerra mondiale
El-Agheila è conosciuta soprattutto per essere stata luogo di diverse battaglie durante la seconda guerra mondiale, nel corso della campagna del Nordafrica. Nel febbraio del 1941, la città fu conquistata dalla Western Desert Force (un'unità dell'esercito del Regno Unito che operava in Egitto) dopo aver annientato la 10ª Armata italiana nell'operazione Compass.

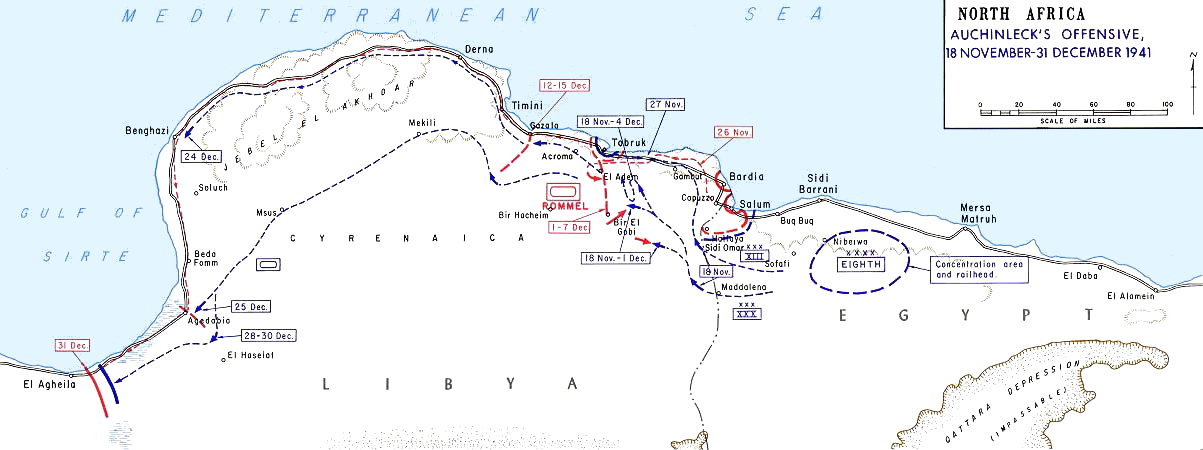
Operazione Crusader 18 novembre, 1941 - 31 dicembre, 1941 El Agheila è in basso a sinistra

I britannici si fermarono a El-Agheila, mentre la maggior parte della Western Desert Force venne trasferita in Grecia per tentare di impedire l'invasione della Grecia da parte delle forze dell'Asse. Questo ha permesso all'Afrika Korps, sotto il comando di Erwin Rommel, di lanciare un'offensiva contro i britannici, consentendo nel marzo del 1941 di riconquistare El Agheila, facendo attestare l'esercito britannico a Tobruch e lungo la frontiera con l'Egitto. Rommel fortificò la città e la usò come base per l'assedio di Tobruch. Dopo essere stato sconfitto a Tobruch in seguito all'operazione Crusader nel dicembre 1941, l'Afrika Korps si ritirò fino a El-Agheila, dove fermò l'avanzata britannica.
Nel gennaio del 1942, Rommel lanciò un nuovo attacco ad El Agheila, che obbligò ancora le truppe di Sua Maestà a ritirarsi a Tobruch. L'Asse conquistò Tobruch obbligando l'VIII Armata britannica a ripiegare fino ad El Alamein (battaglia di Ain el-Gazala), dove successivamente si combatterono la prima battaglia di El Alamein (luglio 1942) e la seconda battaglia di El Alamein (novembre 1942). L'Afrika Korps venne sconfitta e, durante la ritirata, incalzata dall'8ª Armata britannica, dovette rinunciare ad El-Agheila.